# 特温岛
特温岛（Pulau Teun）位于印度尼西亚东南部西南群岛中的一座岛屿，属于马鲁古省西南马鲁古县管辖。特温岛位于达马尔岛与尼拉岛之间。